# Temburongia simplex
Temburongia simplex S.Dransf. & K.M.Wong, 1996 è una specie di bambù della famiglia delle Poacee, endemica del Brunei. È  l'unica specie del genere Temburongia S.Dransf. & K.M.Wong, 1996 e della sottotribù Temburongiinae K.M.Wong, 2016.

## Etimologia
L'etimologia del nome generico (Temburongia) deriva da Temburong, un distretto del Brunei situato nel Nord dell'isola del Borneo. L'epiteto specifico (simplex) significa semplice, indiviso.
Il nome scientifico della specie è stato definito dai botanici contemporanei Soejatmi Dransfield (1939-) e Khoon Meng Wong (1954-) nella pubblicazione "Sandakania. Sandakan" (7: 55. 1996) del 1996. Il genere è stato definito dai botanici contemporanei Soejatmi Dransfield (1939-) e Khoon Meng Wong (1954-) nella pubblicazione "Sandakania. Sandakan" (7: 53. 1996) del 1996. La sottotribù è stata definita dal botanico contemporaneo Khoon Meng Wong (1954-) nella pubblicazione "Sandakania. Sandakan" (22: 29. 2016) del 1996.

## Descrizione

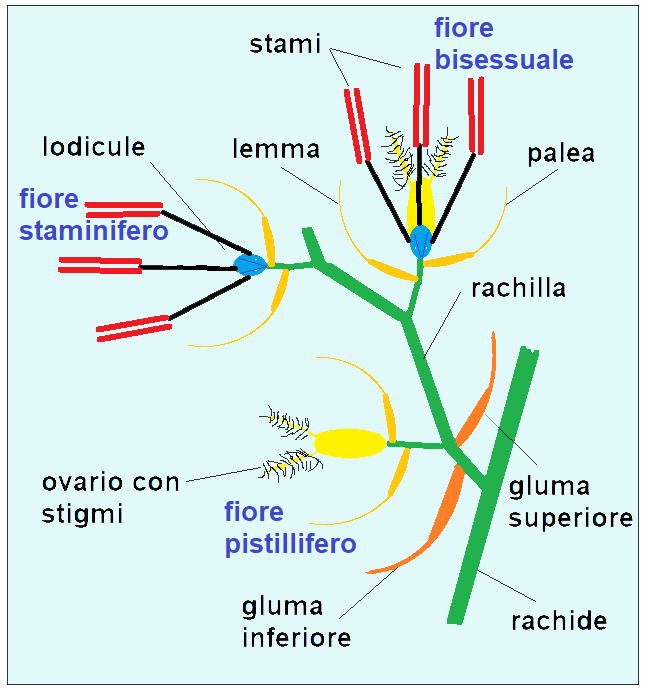
Spighetta generica con tre fiori diversi

### Portamento
Il portamento delle specie di questa sottotribù è arbustivo (cespitoso) perenne con culmi legnosi e pendenti (specialmente all'apice). Le radici sono del tipo fascicolato derivate da brevi rizomi pachimorfi. I nodi sono provvisti di protuberanze. Ogni nodo può avere diversi rami di cui uno è dominante. Gli internodi sono cavi, affusolati e colorati di verde chiaro. Altezza massima: 10 metri. Diametro dei culmi: 7 – 30 mm. Lunghezza degli internodi: 20 – 30 cm.

### Foglie
Le foglie lungo il culmo sono disposte in modo alterno, sono distiche e si originano dai vari nodi. Sono composte da una guaina, una ligula e una lamina. Le venature sono parallelinervie. 
- Foglie del culmo: le foglie del culmo hanno dei piccoli padiglioni auricolari con forme arrotondate senza fimbrie. Le guaine sono lunghe circa 15 cm, colorate di viola, glabre e troncate all'apice. Le lamine delle foglie hanno un portamento eretto e forme lanceolate. Ogni ramo può avere 10 - 19 foglie.
- Foglie del fogliame: le foglie del fogliame sono auricolate.

### Infiorescenza
- Infiorescenza principale (sinfiorescenza o semplicemente spiga): le infiorescenze sono per lo più ramificate ed hanno la forma di una grande pannocchia aperta. Le spighette (non pseudospighette) sono raccolte in grappoli di tre (o una o due) e sono sottese da alcune brattee (sono posizionate alle ascelle di quest'ultime) prive di gemme.
- Infiorescenza secondaria (o spighetta): le spighette, sessili e compresse lateralmente con forme ellittiche, sono formate da tre fiori sottesi da due brattee chiamate glume (inferiore e superiore). Le spighette iniziano e terminano con un fiore sterile (è fertile solamente quello centrale). Alla base di ogni fiore sono presenti due brattee: la palea e il lemma. La disarticolazione è sotto ogni fiore fertile.

I fiori fertili sono attinomorfi formati da 3 verticilli: perianzio ridotto, androceo  e gineceo.
- Formula fiorale:[8]

- , P 2, A (1-)3(-6), G (2–3) supero, cariosside.

- Il perianzio è ridotto e formato da tre lodicule, delle squame, poco visibili (forse relitto di un verticillo di 3 sepali).
- L'androceo è composto da 6 stami ognuno con un breve filamento libero, una antera e due teche. Le antere sono basifisse con deiscenza laterale. Il polline è monoporato.
- Il gineceo è composto da 3-(2) carpelli connati formanti un ovario supero. L'ovario, all'apice glabro, ha un solo loculo con un solo ovulo subapicale (o quasi basale). L'ovulo è anfitropo e semianatropo e tenuinucellato o crassinucellato. Lo stilo, breve, è unico con due stigmi papillosi.

### Frutti
I frutti sono del tipo cariosside, ossia sono dei piccoli chicchi indeiscenti, ovoidali o subglobosi, nei quali il pericarpo è formato da una sottile parete che circonda il singolo seme. In particolare il pericarpo, carnoso e succulento, è fuso al seme ed è aderente. L'endocarpo non è indurito e l'ilo è lungo e lineare. L'embrione è provvisto di epiblasto. I margini embrionali della foglia si sovrappongono. La fessura scutellare è assente.

## Biologia
In generale nelle erbe delle Poaceae la fecondazione avviene fondamentalmente tramite l'impollinazione dei fiori per via  anemogama. Gli stigmi piumosi sono una caratteristica importante per catturare meglio il polline aereo.
I semi cadendo a terra, dopo aver eventualmente percorso alcuni metri a causa del vento (dispersione anemocora) sono dispersi soprattutto da insetti tipo formiche (mirmecoria).

## Distribuzione e habitat
La specie  è endemica del Brunei con habitat tropicali.

## Tassonomia
La famiglia delle Poaceae comprende circa 800 generi e oltre 9.000 specie. È una delle famiglie più numerose e più importanti del gruppo delle monocotiledoni. La famiglia è suddivisa in 12 sottofamiglie, la sottotribù Temburongiinae fa parte della sottofamiglia Bambusoideae (tribù Bambuseae).

### Filogenesi
La sottotribù Temburongiinae, insieme ad alcune altre sottotribù della tribù Bambuseae (Bambusinae, Greslaniinae, Dinochloinae, Holttumochloinae, Hickeliinae, Melocanninae e Racemobambosinae) è descritta all'interno del "clade paleotropicale". Buona parte delle specie di questo gruppo sono esaploidi o superiori con una storia poliploide che coinvolge antenati che erano strettamente legati all'antenato delle Arundinarieae (la tribù "basale" della sottofamiglia Bambusoideae).
Alcune ricerche filogenetiche posizionano questa specie vicina al "core" della tribù Bambuseae come "gruppo fratello" delle sottotribù Bambusinae e Holttumochloinae.
Inizialmente questa specie era descritta all'interno della sottotribù Bambusinae.